# Parc Lansdowne
Pour les articles homonymes, voir Lansdowne.

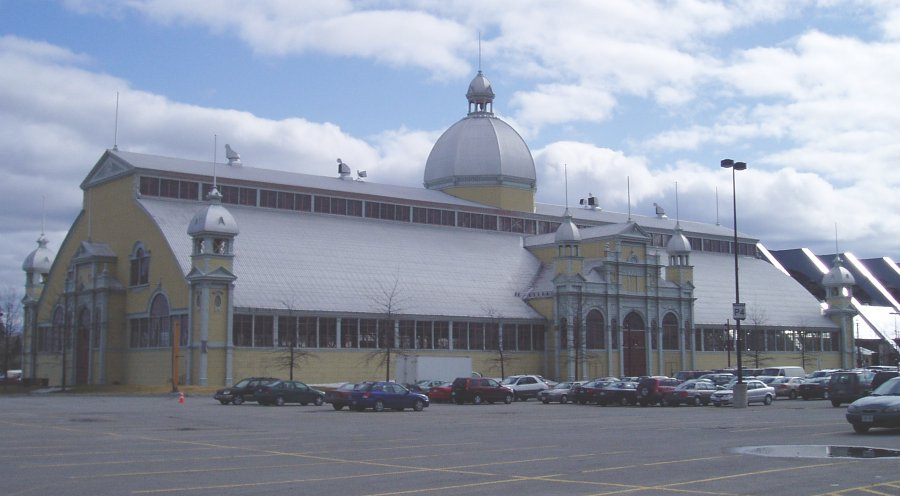
Pavillon Aberdeen dans le parc Landsdowne à Ottawa, Ontario, avril 2005

Le parc Lansdowne (anglais : Landsowne Park) est un complexe sportif, parc des expositions et champ de foire historique de 40 acres (16 ha) dans Le Glèbe à Ottawa en Ontario (Canada) appartenant à la ville d'Ottawa. Il est situé sur la rue Bank et est adjacent au canal Rideau au centre d'Ottawa. Les attractions comprennent le Stade Place TD and TD Place Arena.

## Annexe